# Cratichneumon melanosomus
Cratichneumon melanosomus är en stekelart som först beskrevs av Kiss 1929.  Cratichneumon melanosomus ingår i släktet Cratichneumon och familjen brokparasitsteklar. Inga underarter finns listade i Catalogue of Life.